# Маракеї (атол)
Маракеї (англ. Marakei) - атол в північній частині островів Гілберта в Тихому океані. Розташований за 26 км на північний схід від атолу Абаїанг. У центрі острова розташовується лагуна. Атол складається з двох островів, розділених вузькими протоками, пройти через які можна лише під час припливів. 

## Географія
Загальна площа острова становить 14,13 квадратних кілометрів. Острів оточує дорога, довжиною 26 кілометрів (16 миль), тоді як довжина острова від аеропорту, що проходить через лагуну до Тераереке в південній частині острова становить 9,93 кілометра (6,17 миль). Найбільша ширина острова розташована в селі Раваннаві, а найвужча - в Темоту на західній стороні острова. Маракеі — один із двох островів Кірибаті, які оточують його лагуну. Лагуна Маракеі містить солону воду і глибоку в деяких районах, але не припливну. Дві вузькі протоки з'єднують лагуну з морем; вони називаються перевалами Баретоа і перевалами Равета. 
Перевал Равата був місцем обструкції в 1912 році після міжсільського конфлікту.

### Села
Головне село — Раваннаві, в якому на момент перепису 2010 року  проживало трохи більше третини з 2872 людей на острові.

## Історія
Відкритий французьким мандрівником Л. І. Дюперре у 1824 році .

## Відвідування Маракея
«Катабванін» — це унікальна традиція Маракей; Відвідувачі вперше повинні віддати шану чотирьом привидам Маракея, рухаючись проти годинникової стрілки, перед будь-якими іншими видами діяльності. Підношення тютюну, солодощів чи грошей у святинях Ней Реї, Ней Ротебенуа, Ней Тангангау та Ней Нантекімам забезпечать щасливе перебування в Маракеї.

### Аеропорт
Основна стаття: 
Атол обслуговується аеропортом Маракеі на північній околиці острова (поблизу села Раваннаві). Air Kiribati щотижня виконує три рейси до Абайанга та міжнародного аеропорту Тарава.

### Проживання
Гостьовий будинок Council on Marakei розташований прямо на березі океану, неподалік від головного села Раваннаві. Як і в усіх гостьових будинках Island Council у Кірибаті, зручності є базовими, а їжа є те, що доступне на місці, однак його вражаюче розташування та традиція гостинності Маракеї означають, що перебування в пансіонаті Маракеі може стати унікальним.

## Населення
За переписом 2010 року населення атолу складає 2872 особи. 
| Поселення | Англійська назва | Населення, </br> чол. (2010) |
| --------- | ---------------- | ---------------------------- |
| Раванаві  | Rawannawi        | 1000                         |
| Темоту    | Temotu           | 164                          |
| Буота     | Buota            | 339                          |
| Текаракан | Tekarakan        | 358                          |
| Бваїнуна  | Bwainuna         | 310                          |
| Норауеа   | Norauea          | 321                          |
| Текуанга  | Tekuanga         | 217                          |
| Антаї     | Antai            | 163                          |
| Усього    | Total            | 2872                         |